# Rukomet na OI 1984.
Rukomet na Olimpijskim igrama u Los Angelesu 1984. uključivao je natjecanja u muškoj i ženskoj konkurenciji. Zbog bojkota zemalja pod utjecajem SSSR-a neke od jakih rukometnih nacija nisu poslale svoje predstavnike na ove Igre. Tu su činjenicu dobro iskoristili predstavnici Jugoslavije, koja je osvojila obje zlatne medalje.

## Osvajači medalja

### Muški
| Zlato | Srebro | Bronca |
| --- | --- | --- |
| SFR Jugoslavija Zlatan Arnautović Momir Rnić Veselin Vuković Milan Kalina Jovica Elezović Zdravko Zovko Pavle Jurina Veselin Vujović Slobodan Kuzmanovski Mirko Bašić Zdravko Rađenović Mile Isaković Branko Štrbac Božidar Zorko | Zapadna Njemačka Jochen Fraatz Thomas Happe Arnulf Meffle Rüdiger Neitzel Michael Paul Dirk Rauin Siegfried Roch Michael Roth Ulrich Roth Martin Schwalb Uwe Schwenker Thomas Springel Andreas Thiel Klaus Wöller Erhard Wunderlich | Rumunjska Mircea Bedivan Dumitru Berbece losif Boros Alexandru Buligan Gheorghe Covaciu Gheorghe Dogarescu Marian Dumitru Cornel Durau Alexandru Fölker Nicolae Munteanu Vasile Oprea Adrian Simion Vasile Stinga Neculai Vasilca Maricel Voinea |

### Žene
| Zlato | Srebro | Bronca |
| --- | --- | --- |
| SFR Jugoslavija Svetlana Anastasovska Alenka Cuderman Svetlana Dašić Slavica Dukić Dragica Đurić Mirjana Đurica Emilija Ercić Ljubinka Janković Kolar-Merdan Liljana Mugoša Svetlana Mugoša Mirjana Ognjenović Zorica Pavicević Jasna Ptujec Biserka Višnjić | Južna Koreja Yoon Soo-Kyung Shon Mi-Na Sung Kyung-Hwa Yoon Byung-Soon Kim Ok-Hwa Lee Soon-Ei Lee Young-Ja Kim Choon-Rye Kim Kyung-Soon Kim Mi-Sook Han Hwa-Soo Jeong Hyoi-Soon Jeung Soon-Bok | Kina Xing-Jiang Wu Jian-Ping He Jue-Feng Zhu Wei-Hong Zhang Xiu-Min Gao Lin-Wei Wang Li-Ping Liu Xiu-Lan Sun Yu-Mei Liu Lan Li Ming-Xing Wang Zhen Chen Pei-Jun Zhang |